# Harmandiola nucicola
Harmandiola nucicola är en tvåvingeart som beskrevs av Osten Sacken 1878. Harmandiola nucicola ingår i släktet Harmandiola och familjen gallmyggor. Inga underarter finns listade i Catalogue of Life.